# Gottfried Hierzenberger
Gottfried Hierzenberger (* 5. Januar 1937 in Wien) ist ein österreichischer katholischer Theologe.

## Leben
Hierzenberger war Religionslehrer in Wiener Neustadt und München, Verlagslektor im Herder-Verlag und Pressereferent im Staatsdienst. Er ist Autor zahlreicher theologischer Bücher. Seit 1990 ist er freiberuflich als Lektor im Tyrolia Verlag tätig. 1961 wurde er zum Priester geweiht. 1965 promovierte er bei Karl Hermann Schelkle an der Universität Tübingen mit einer Untersuchung über Weltbewertung bei Paulus nach 1 Kor 7,29-31 zum Doktor der Theologie. Mit seiner Frau Adele Hierzenberger hat er drei Söhne.

## Publikationen (Auswahl)
als Autor
- Der magische Rest. Ein Beitrag zur Entmagisierung des Christentums. Düsseldorf 1969.
- Die Boten Gottes. Helfer der Menschheit, biblisch gesehen. Tyrolia Verlag, Innsbruck 1988, ISBN 3-7022-1755-X.
- Engel und Dämonen (Topos-Plus-Taschenbücher; 492). Tyrolia Verlag, Innsbruck 2003, ISBN 3-7867-8492-2.
- Der Islam (Marix Wissen). Marix-Verlag, Wiesbaden 2017 (4. Auflage), ISBN 978-3-86539-903-8.
- Der Hinduismus (Marix Wissen). Marix-Verlag, Wiesbaden 2017 (2. Auflage), ISBN 978-3-86539-956-4.
- Der Buddhismus (Marix Wissen). Marix-Verlag, Wiesbaden 2014 (2. Auflage), ISBN 978-3-86539-955-7.

als Herausgeber
- Priester gestern, Priester morgen. Cura-Verlag, Wien 1969 (zusammen mit Lambert Koch).
- Meine schönsten Weihnachtsgeschichten. Tyrolia Verlag, Innsbruck 2003, ISBN 3-7022-2543-9.
- Franz König: Appelle an Gewissen und Vernunft. Tyrolia Verlag, Innsbruck 1995, ISBN 3-7022-1998-6.